# Borhamisítási botrány Magyarországon 1898-ban
Az 1898-as magyar borhamisítási botrány során a korábban virágzó pécsi borkereskedelem - Budaörs után abban az időben a legjelentősebb az országban - akkora károkat szenvedett el, amelyekből soha nem tudott felépülni.
A borhamisítási botrány kezdetben az Engel József és Fiai céget érintette, amely az ország egyik legnagyobb borkereskedő vállalkozása volt, és ezáltal sok irigyet és ellenséget szerzett (köztük az akkori földművelési miniszter Darányi Ignác). Aztán átterjedt számos más pécsi cégre is, a pécsi borok híre megromlott, piacuk összeomlott. Ártott a magyar bor nemzetközi hírének és a magyar borexportnak is.

## Előzmények
Az Engel cég az egyik legnagyobb hazai borkereskedő volt. Hat és fél millió literes készletük a teljes magyarországi bortermelés huszada volt, szállítottak a MÁV fogyasztási szövetkezetnek és a hadseregnek is. A pécsi kereskedők borai messzi földre eljutottak a vasúton. A város a második legnagyobb magyar borkereskedelmi központ volt, a bortermelés és borkereskedelem pedig a város gazdasági életének alappillére. Ezt a helyi borok sok évszázados múltra visszatekintő jó hírneve alapozta meg.
Az Engel pécsi bornagykereskedő czég ellen borhamisítás miatt feljelentést tettek. Darányi földmivelésügyi miniszter valószínűleg nem bízván meg a pécsi hatóság erélyében, a budapesti rendőrkapitányság egy hivatalnokát küldötte le kellő apparatussal, megbízván azt a feljelentett borkereskedő pinczevizsgálatával. A hivatalos közegek fényes eredménynyel járnak el küldetésükben, amennyiben 60 bormintát foglalnak le, mely utólagosan egytől-egyig hamisnak találtatott.
A szőlőket 1874-1914 között végigpusztító filoxéra járványt követően ugyanakkor ide érkeztek nagy mennyiségben az olcsó olasz borok, amelyeket vagy tisztán vagy magyar borokkal keverve hoztak forgalomba, feszültséget okozva a borpiacon. Szintén ebben a korszakban, a borhiány miatt terjedt el a borok manipulációja és a mesterséges borok előállítása. 1892-ben kedvező vámfeltételeket biztosító kereskedelmi szerződés született Olaszországgal, és ettől meglódult az olasz borok importja. A pécsi vasút állomás borforgalma óriási volt, azért is, mert a jóhírű pécsi borokat exportálták is: Ausztriába, Horvát-Szlavónországba, Német-, Olasz- és Oroszországba, Belgiumba, Svájcba, a balkáni államokba és még Amerikába is. Ezekben az évtizedekben jelentős társadalmi változások is történtek: gyarapodott az a módos réteg, akik kényesek voltak a bor minőségére, a gyarapodó városi lakosság jelentős része azonban nem. A vegyipar fejlődése ugyanakkor új élelmiszerszínezékek megjelenéséhez vezetett. A bortermelésben is új technikák jelentek meg.
Engel József az 1860-as évek elejétől kezdett termény- és borkereskedelembe Pécsett, és később fiait, Adolfot és Mihályt is bevonta a kereskedelembe. Több megyére terjesztették ki a felvásárlási körüket, és a másik nagy borkereskedelmi központban, Budafokon is megvetették a lábukat, kivívva a konkurencia haragját. Saját telepítésű amerikai szőlőültetvényük is volt Hidoron.

### Az Engelek és a pécsiek rossz hírbe keveredése
A sokak által gyűlölt Engeleket már a nagy botrány előtt is többször a törvénysértés gyanujába keverték. 1873-ban borcsempészet miatt emeltek ellenük vádat Pécsett. Miután a Monarchia 1878-ban bekebelezte Boszniát, az Engelek ellen azzal a váddal folyt eljárás, hogy a hadseregnek szállított boraikba fuchsint kevertek. (Ez olyan kátrány alapú festékanyag, amelybe a gyártás során az alkalmazott technológia miatt mérgező anyagok keveredtek, mint a higany és az arzén.) A megszálló katonák közt gyakori volt a hasfájás, és ezt a rossz bor számlájára írták: Még az is megtörtént, hogy a katonai élelmezési bizottság több száz akó bort a Drávába öntetett.
1879 decemberében Bernben kilenc hordó, hatezer liternyi, fuchsinnal és egy ismeretlen anyaggal színezett hamis magyar bort foglaltak le. Két hordó Engel József pécsi, a többi Neugebauer Miksa budafoki borkereskedő szállítmánya volt. A botrányok miatt Jókai Mór képviselő interpellációt nyújtott be Tisza Kálmánhoz, aki akkor egyszerre volt miniszterelnök és belügyminiszter. Válaszában elismerte: tudja, hogy egyes kereskedők fuchsin tartalmú borfestékeket árulnak.
1895-ben az Engelek budafoki pincéjében foglalt le a rendőrség bormintákat és a belügyminiszter utasítására baranyai pincéikat is vizsgálták a rendőrök, de az Engel-ellenes Borászati Lapok megfogalmazása szerint „a dolog elaludt”.
A pécsiekről, mint borhamisítókról kialakult képet erősítette, hogy az 1896-ben zajlott országos egyeztetések folyamán ellenezték az 1893-as műbortörvény javasolt szigorítását (egyébként a soproniakkal és a tokajiakkal együtt). Ezzel, kritikusaik szemében, azt az érzést keltették, hogy takargatnivalójuk lehet. A módosító rendeletet végül 1897. augusztus 23-án kiadták (holott sem Ausztriában, sem Franciaországban, sem Spanyolországban nem született hasonló szigorú szabályozás, ahol pedig szintén folytak tárgyalások a műborok visszaszorítása érdekében).

## A botrány
1898 őszén egy razzia során hamis borokat találtak több budapesti kocsmában, és néhány kocsmáros az Engel céget nevezte meg szállítóként. Október végén és november elején a rendőrség 35-féle borból 140 üveg mintát vett az Engelek budafoki pincéiben. Ekkor azonban illetékességi vita indult, melyik rendőrségnek kell lefolytatnia a vizsgálatot, mivel az Engelek pécsiek voltak, Engel Adolf azonban már Budapesten volt állandó lakosként bejelentve. Mikor elérték, hogy a lakhelye szerinti IV. kerületi rendőrkapitánysághoz kerüljön az ügy, báró Splényi Ödön helyi főkapitány azonnal, november 8-án megszüntette az eljárást. A mintákat visszaadták és azokat megsemmisítették.
A belügyminiszter erre vizsgálatot indított Splényi Ödön, és új eljárást az Engelek ellen, immár a VIII. kerületi rendőrfőkapitányságon. Engelék hiába ajánlották fel saját maguk már az új eljárás előtt, hogy vizsgálják meg a boraikat, az ügyük ekkor már rosszul festett. Elszabadult a pokol: aki csak pécsi bort vásárolt, mindenki rohant bevizsgáltatni, és a budapesti és kolozsvári vizsgáló központokban alig győzték a munkát. A borhamisítók ellen hajsza indult, ami nem a bizalom helyreállításához, hanem összeomlásához vezetett, különösen az üzletág pécsi képviselői kárára. A Pécsi Kereskedelmi és Iparkamarára, vagy a Pécsi Naplóra, mint érintettekre, senki se akart hallgatni, hiába állt ki az Engelek mellett a pécsi polgármester is, és mikor az országos sajtóban megjelentek a józanságra intő hangok, már késő volt, a kárt már nem lehetett jóvátenni.
A budapesti vizsgálat 1899 januárjában zárult. A cég tulajdonosait, Engel Mihályt és Ifj. Engel Adolfot egy-egy hónapi elzárásra és a kiszabható legmagasabb pénzbüntetésre, vagyis 300 forintra ítélte a bíróság, plusz meg kellett volna fizetniük a jelentős eljárási költségeket is. Az Engelek és az ügyész is fellebbeztek, és a január 16-án megszületett másodfokú ítélet ismét elmarasztalta vádlottakat mesterséges borok készítése, forgalmazása, valamint törkölyborok tartása és raktározása körül elkövetett visszaélések miatt.
A borhamisítók üldözése a per után tovább folyt, és hozott is eredményeket. A műborgyártást azonban nem sikerült megszüntetni, a tisztességes bortermelést és kereskedelmet ugyanakkor rendkívül nagy károk érték, különösen Pécsett.

## A következmények
A borhamisítással szemben elharapódzott ellenérzések és a nagy általános bizalmatlanság miatt egyetlen pécsi cég elleni eljárás néhány hét alatt a pécsi borpiac teljes megbénulásához és a pécsi bortermelés hitelének összeomlásához vezetett.
Az Engelek 1901-ben megszüntették pécsi főtelepüket és teljesen Budaörsre költöztették a tevékenységüket. A hisztériának számos borkereskedő esett áldozatul, akiknek közük volt pécsi borokhoz. Sokan csődbe jutottak. Eljárás folyt például Oblath Adolf, Kann Ignác, Tauszig (Teleki) Zsigmond, Friedmann József és Fodor Mór ellen. Scwabach Zsigmond és Kann Ignác pécsi kereskedők még az országot is elhagyták: kivándoroltak Amerikába. Pécsett számos munkahely szűnt meg, és jelentősen csökkentek a város bevételei. Magyarország borkivitele 1899-ben több, mint tíz százalékkal csökkent.
Engel Mihály néhány évvel később Bécsbe költözött, ahol egy kerékpárgyártó vállalkozásba társult be. Ez nem volt sikeres, az újabb kudarc felőrölte, és öngyilkos lett.
A botránynak köze lehetett ahhoz, hogy Engel Adolf gyáros, a komlói bányászat megalapítója, a mecsekjánosi kastély építője idős korában Bécsbe költözött. Bár rokonságban állt a borhamisításba keveredett Engel családdal, üzleti kapcsolat nem állt fenn köztük, nem is állhatott volna, mert teljesen más üzletágakban tevékenykedtek. Ennek ellenére a névazonosság miatt ő is rossz hírbe keveredett és keserű érzésekkel hagyta el Pécset, amelyért annyit tett.